# Anabate chamois
Pseudocolaptes lawrencii
Espèce
Statut de conservation UICN

 LC  : Préoccupation mineure
L’Anabate chamois (Pseudocolaptes lawrencii) est une espèce centraméricaine de passereaux de la famille des Furnariidae.

## Répartition
Cet oiseau est endémique de la cordillère de Talamanca (Amérique centrale). Il est présent au Costa Rica et au Panama entre 1 550 et 3 000 m d'altitude.

## Description
L’Anabate chamois mesure 21 cm pour un poids compris entre 45 et 58 g.

## Dénominations
Ce taxon porte en français le nom vernaculaire ou normalisé suivant : Anabate chamois.

## Systématique
Le nom valide complet (avec auteur) de ce taxon est Pseudocolaptes lawrencii Ridgway, 1878,.

### Publication originale
- (en) Robert Ridgway, « Description of Two New Species of Birds from Costa Rica, and Notes on Other Rare Species from that Country », Proceedings of the United States National Museum, Washington, Government Printing Office, vol. 1, no 39,‎ 1878, p. 252–255 (ISSN 0096-3801 et 2377-6560, OCLC 1259735, DOI 10.5479/SI.00963801.39.252, lire en ligne).